# Pouhon aux Armes d'Autriche

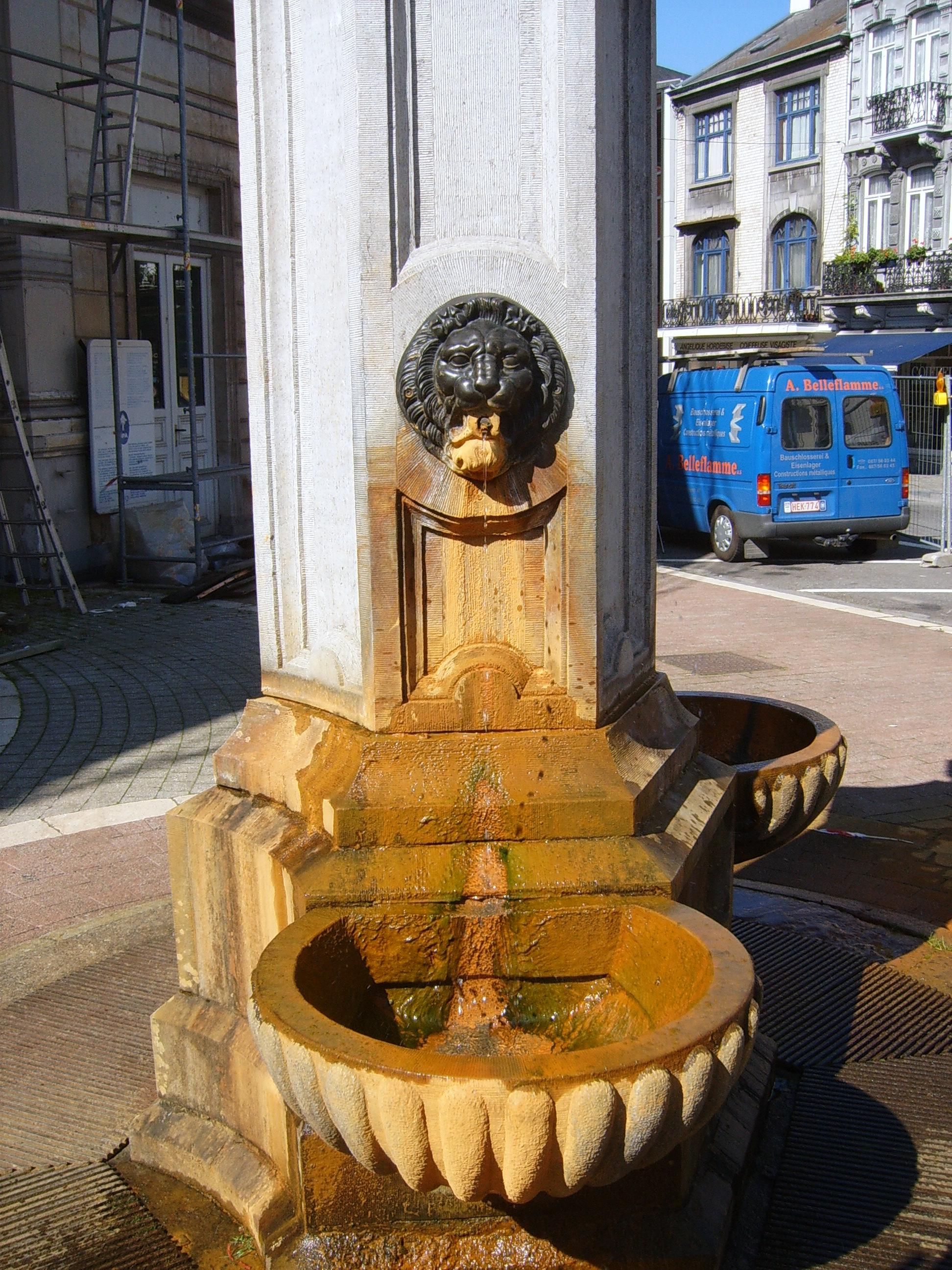
Pouhon des Armes d'Autriche

De Pouhon aux Armes d'Autriche is een bron en fontein in de Belgische gemeente Spa. De fontein ligt aan de Rue du Marché naast het gebouw van de Peter-de-Grotebron in de stad zelf, met even verderop ook de Prins Condébron. Hetzelfde ondergrondse waterbekken voedt de bronnen en fontein. Het water komt van de Marie-Henriettebron en is ijzerhoudend en koolzuurhoudend.

## Geschiedenis
In het begin van de 20e eeuw bevond deze fontein zich op Place Verte in Vieux-Spa. De inwoners van Vieux-Spa kwamen hier hun water halen.
In 1913 werd deze fontein ontmanteld en opnieuw opgebouwd op het terrein van een douanepost, waar het diende als publieke badgelegenheid. Het gebouw dat hier in 1828 werd gebouwd werd later het stadhuis.
Toen dit gebouw verdween werd de fontein achter de Peter-de-Grotebron geplaatst.
Tot 2013 stond de fontein op deze plaats, totdat de Peter-de-Grotebron gerenoveerd werd.